# Diplazium tomentosum
Diplazium tomentosum là một loài dương xỉ trong họ Athyriaceae. Loài này được Blume mô tả khoa học đầu tiên..
Danh pháp khoa học của loài này chưa được làm sáng tỏ. 